# Божо Билић Марјан
Божо Билић Марјан (Цивљане, код Книна, 1913 — Бравнице, код Јајца, 4. децембар 1942) био је учесник Шпанског грађанског рата и Народноослободилачке борбе и народни херој Југославије.

## Биографија
Рођен је 1913. у селу Цивљанима, код Книна. Већ у седамнаестој години отишао је у Београд, где је радио као носач и физички радник на грађевинама.
Године 1934. пришао је радничком покрету и ускоро постао члан Комунистичке партије Југославије. На позив КПЈ, 1936. године отишао је у Шпанију, где се у редовима Интернационалних бригада борио за одбрану Шпанске републике и против фашизма. На ратишту у Шпанији, налазио се у саставу батаљона „Димитров“, где је било још доста југословена. После пораза републиканске армије, заједно с осталим борцима интернационалних бригада прешао је у Француску, где су били затворени у концентрационим логорима.
Године 1941, заједно са групом шпанских бораца из Југославије, успео је да се врати у домовину. Одмах по доласку активно се укључио у Народноослободилакчку борбу у северној Далмацији. Као Србин, својим утицајем, искуством из Шпанског грађанског рата и храброшћу, имао је великог утицаја да српско становништво из северне Далмације активно приступи Народноослободилачком покрету.
Као члан Среског комитета КПХ за Сињ, по задатку Покрајинског комитета КП Хрватске за Далмацију, у Цетинској долини је радио на организовању устанка и формирању првих ударних група. Марту 1942. године постао је политички комесар Свилајске партизанске чете, а у мају командир Цетинске партизанске чете. Током јуна командовао је новоформираним Средњодалматинским партизанским одредом. Крајем јула и почетком августа предводио је Одред у борби против Италијана, на путу Сињ-Ливно. Том приликом спаљено је 16, а оштећено 7 камиона и заробљен велики плен у оружју и другој војној опреми.
Приликом формирања Прве далматинске бригаде, 16. септембра 1942. године, Средњедалматински НОП одред је ушао у њен састав, а Марјан је постављен за заменика команданта бригаде, а убрзо је постао и командант бригаде. Под његовом командом, бригада је водила борбе против усташа и домобрана код Сиња и против Италијана и усташа око Дувна, Ливна и Сиња. Марјан се посебно истакао у борби за Јајце 24/25. новембра 1942. године. Међу борцима, у првим редовима, јуришао је на јако утврђену Ћусину, коју је непријатељ сматрао неосвојивом. Из 42 бункера немачка посада је пружала отпор. После неколико узастопних јуриша, у којима је учествовао и Марјан, бацајући бомбе у бункере, око пет часова непријатељ је савладан, а врх Ћусине заузет. На освојеном врху Марјан је наредио да се поставе минобацачи и отворио је ватру на град, омогућивши успешно извршење јуриша херцеговачких и црногорских партизана. Сутрадан је Јајце било ослобођено, а за успешно извршени задатак у овој борби Прву далматинску бригаду је похвалио Врховни командант НОВ и ПОЈ Јосип Броз Тито.
Прва далматинска ударна бригада добила је, 4. децембра 1942. године, задатак да по сваку цену спречи надирање немачких јединица из Бање Луке ка ослобођеном Јајцу. На падинама Чемернице бригада је заузела положаје. Због извиђања, Марјан је, с четири курира, на правцу Другог батаљона пролазио кроз стрељачки вод бригаде, и по густој магли и снијегу улазио у село Бравнице, где га је погодио немачки митраљески рафал.
Указом Президијума Народне скупштине Федеративне Народне Републике Југославије, 20. децембра 1951. године, проглашен је за народног хероја.